# Mauermer und Bammentaler Elsenztal
Das Naturschutzgebiet  Mauermer und Bammentaler Elsenztal liegt auf dem Gebiet der Gemeinden Bammental, Mauer und Meckesheim im Rhein-Neckar-Kreis in Baden-Württemberg.
Das Gebiet erstreckt sich südlich des Kernortes Bammental. Am nördlichen Rand fließt die Elsenz, durch das Gebiet hindurch verläuft im westlichen Bereich die Kreisstraße 4161 und im östlichen Bereich die B 45. Westlich verläuft die K 4161.

## Bedeutung
Für Bammental, Mauer und Meckesheim ist seit dem 12. Dezember 1997 ein 162,0 ha großes Gebiet unter der Kenn-Nummer 2.210 als Naturschutzgebiet ausgewiesen. Es handelt sich um „den natürlichen Bachlauf der Elsenz mit Steilufern, Prall- und Gleithängen, begleitender Silberweiden-Erlenwald, Nasswiesen, Seggenriede und Röhrichte, Gebüsche und Hochstaudenfluren.“ Das Gebiet umfasst „Wiesen, Halbtrockenrasen, Gebüsche, Gehölze und Obstbäume an den Talflanken, Altholzbestände“ und „Lebensräume besonders störempfindlicher und stark gefährdeter Vogelarten.“